# 伊賀警察署
伊賀警察署（いがけいさつしょ）は、三重県警察が管轄する警察署の一つ。

## 所在地
- 三重県伊賀市四十九町1929-1

## 管轄区域
- 伊賀市（旧：名賀郡青山町域を除く）

## 沿革
- 1948年（昭和23年）3月：警察法施行により、国家地方警察阿山地区警察署と自治体警察の上野市警察署が発足。
- 1954年（昭和29年）7月：阿山地区警察署と上野市警察署を廃止、三重県上野警察署となる。
- 2004年（平成16年）11月1日：管内の旧・上野市、阿山郡2町2村（伊賀町、島ヶ原村、阿山町、大山田村、名賀郡青山町が新設合併し、伊賀市となったため、管轄区域市町村数が、1市2町2村から、1市のみになった。
- 2005年（平成17年）1月1日：合併後の市名に合わせ、名称を三重県伊賀警察署に改称した。

## 組織
- 会計課
  - 会計係
- 警務課
  - 警務係
  - 安全相談・被害者支援係
- 留置管理課
  - 留置管理係
- 生活安全課
  - 生活安全係
  - 少年係
  - 捜査係
- 地域課
  - 企画指導係
  - 事件指導・教養係
  - 地域係
  - 通信指令係
- 刑事課
  - 捜査庶務係
  - 捜査第一係
  - 捜査第二係
  - 鑑識係
- 交通課
  - 交通総務・規制係
  - 交通指導係
  - 交通捜査係
- 警備課
  - 警備係

## 交番
| 交番     | 自治体 | 所在地         |
| -------- | ------ | -------------- |
| 丸の内   | 伊賀市 | 上野丸之内     |
| ゆめが丘 | 伊賀市 | ゆめが丘一丁目 |

## 警察官駐在所
| 警察官駐在所 | 自治体 | 所在地 |
| ------------ | ------ | ------ |
| 玉滝         | 伊賀市 | 玉瀧   |
| 河合         | 伊賀市 | 馬場   |
| 柘植         | 伊賀市 | 柘植町 |
| 西柘植       | 伊賀市 | 新堂   |
| 壬生野       | 伊賀市 | 川東   |
| 花垣         | 伊賀市 | 予野   |
| 神戸         | 伊賀市 | 上神戸 |
| 猿野         | 伊賀市 | 猿野   |
| 平田         | 伊賀市 | 平田   |
| 島ヶ原       | 伊賀市 | 島ヶ原 |

### 廃止された警察官駐在所
- 伊賀市 - 丸柱（丸柱）

## 検問所
| 検問所   | 自治体 | 所在地 |
| -------- | ------ | ------ |
| 名阪国道 | 伊賀市 | 守田町 |